# Équipe cycliste KFC
L'équipe cycliste KFC (officiellement KFC Cycling Team) est une équipe cycliste indonésienne participant aux circuits continentaux de cyclisme et en particulier l'UCI Asia Tour.

## Histoire
L'équipe est créée en 2016.

## Classements UCI
L'équipe participe aux différents circuits continentaux et en particulier les courses de l'UCI Asia Tour. Le tableau ci-dessous présente les classements de l'équipe sur ces circuits, ainsi que son meilleur coureur au classement individuel.
UCI Asia Tour
| Saison | Classement par équipes | Meilleur coureur au classement individuel |
| ------ | ---------------------- | ----------------------------------------- |
| 2017   | 72e                    | Imam Arifin (237e)                        |
| 2018   | 39e                    | Abdul Gani (120e)                         |
| 2019   | 39e                    | Muhammad Abdurrahman (191e)               |
| 2020   | -                      | Agung Sahbana (129e)                      |
| 2021   | 17e                    | Odie Purnomo Setiawan (53e)               |

L'équipe est également classée au Classement mondial UCI qui prend en compte toutes les épreuves UCI et concerne toutes les équipes UCI.
| Saison | Classement par équipes | Meilleur coureur au classement individuel |
| ------ | ---------------------- | ----------------------------------------- |
| 2017   | -                      | Imam Arifin (1453e)                       |
| 2018   | -                      | Abdul Gani (953e)                         |
| 2019   | 196e                   | Muhammad Abdurrahman (2112e)              |
| 2020   | -                      | Agung Sahbana (1716e)                     |
| 2021   | 145e                   | Odie Purnomo Setiawan (1282e)             |

## KFC Cycling Team en 2021
| Cycliste                      | Date de naissance | Nationalité | Équipe 2020           |  |
| ----------------------------- | ----------------- | ----------- | --------------------- |  |
| Muhammad Abdurrahman          | 16 mai 1997       | Indonésie   | KFC Cycling Team      |  |
| Mahrus Ali                    | 25 avril 1999     | Indonésie   | KFC Cycling Team      |  |
| Agung Ali Sahbana             | 31 mars 1988      | Indonésie   | KFC Cycling Team      |  |
| Muhammah Imam Arifin          | 16 décembre 1995  | Indonésie   | KFC Cycling Team      |  |
| Mohammad Fikri Azka           | 6 novembre 1996   | Indonésie   | KFC Cycling Team      |  |
| Prasetyo Firdaus              | 28 mars 2001      | Indonésie   | KFC Cycling Team      |  |
| Abdul Gani                    | 8 août 1992       | Indonésie   | KFC Cycling Team      |  |
| Selamat Juangga               | 11 février 1992   | Indonésie   | KFC Cycling Team      |  |
| Muhmmad Ridwan                | 11 octobre 2000   | Indonésie   |                       |  |
| Andreas Odie Purnama Setiawan | 29 novembre 1996  | Indonésie   | Pgn Road Cycling Team |  |
| Abdul Soleh                   | 13 juillet 1992   | Indonésie   | KFC Cycling Team      |  |